# Nyhedskanal
Nyhedskanal er betegnelsen for en tv-kanal der primært eller udelukkende sender nyheder, ofte 24 timer i døgnet.
Nogle kanaler sender en fast nyhedsudsendelse af 15-30 minutters varighed hver halve time eller hvert kvarter, der så gentages igen og igen og jævnligt skiftes ud. Eksempler på dette er 24Nordjyske, EuroNews og svenske SVT24. Andre kanaler sender en mere jævn nyhedsstrøm med hyppige live-indslag og opdateringer, efterhånden som historier udvikler sig. Eksempler på dette er TV 2 News, CNN og Sky News.
Den første store populære nyhedskanal i verden var CNN, der med direktesendinger fra store begivenheder i slutningen af 1980'erne og starten af 1990'erne skabte det store gennembrud for nyhedskanaler på tv.
Den første danske nyhedskanal var 24Nordjyske, der gik i luften 1. september 2003. Kanalen sender lokalnyheder i indslag, der gentages i en sløjfe hvert 20. minut. 30. oktober 2006 startede en sjællandsk pendant efter samme koncept, 24 Sjællandske. 1. december 2006 meldte TV 2 sig på banen med TV 2 NEWS, der sender direkte det meste af dagen. 7. juni 2007 lancerede DR den første onlinebaserede nyhedskanal i Danmark, DR Update.

## Større internationale nyhedskanaler
- RT
- CNN
- BBC World
- CCTV
- EuroNews
- Sky News
- Fox News
- Al-Jazeera